# Ewhurst (Surrey)
Ewhurst – wieś w Anglii, w hrabstwie Surrey, w dystrykcie Waverley. Leży 45 km na południowy zachód od centrum Londynu. Miejscowość liczy 6691 mieszkańców.